# 오미정 (니가타현)
오미정(青海町)은 니가타현 니시쿠비키군에 설치되었던 정이다. 2000년 인구조사의 이토이가와시 통근률은 27.8%. 2005년 3월 19일 오미정·이토이가와시·노정이 신설 합병해 새로운 이토이가와시가 성립해 오미정은 폐지되었다.

## 지리
이토이가와-시즈오카 구조선의 동해측의 접했다.

## 역사
- 1889년 4월 1일 - 정촌제 시행과 함께 오미촌이 성립하였다.
- 1927년 8월 1일 -정으로 승격해 오미정이 되었다.
- 1954년 10월 1일 - 니시쿠비키군 우타토나미촌, 이치부리촌, 아게로촌 및 이마이촌의 일부를 편입하였다.
- 2005년 3월 19일 - 이토이가와시, 노정과 합병해 이토이가와시가 신설되어 동일 오미정은 폐지되었다.

### 도로
- 고속도로
  - 호쿠리쿠 자동차도
- 일반 국도
  - 국도 8호선

### 철도
- 서일본 여객철도
  - 호쿠리쿠 본선